# Jaroslav Kuneš (herec)
Jaroslav Kuneš (* 24. října 1939 Klatovy) je český herec.
V roce 1964 vystudoval herectví na Divadelní fakultě Akademie múzických umění v Praze. Po absolutoriu získal roku 1964 angažmá v Divadle bratří Mrštíků v Brně kde působil do roku 1981. Následně byl členem činohry Státního divadla Brno (posléze Národního divadla Brno), v jehož inscenacích se objevoval i ve 20. letech 21. století.
Ojediněle se představil v menších rolích v celovečerních filmech, naopak výrazně častěji hrál v televizi, naposledy v roce 2012. Od 60. let 20. století se věnoval také dabingu, zejména v 90. letech 20. století a počátkem století následujícího. Namluvil například Reného Auberjonoise v prvním dabingu druhé a třetí řady seriálu Star Trek: Stanice Deep Space Nine.
Jeho synem je tanečník a choreograf Jaroslav Kuneš.